# Round Valley (Californie)
Round Valley est une census-designated place du comté d'Inyo, dans l'État de Californie, aux États-Unis,. En 2020, elle compte une population de 482 habitants.